# Henrik Laurentius Helliesen
Henrik Laurentius Helliesen, född den 20 december 1824, död den 22 juli 1900, var en norsk ämbetsman.
Helliesen tog en juris kandidatexamen 1847, blev expeditionssekreterare i finansdepartementet 1854, var amtman i Nedenes 1860-63, stortingsman 1862-63, finansminister 1863-84, samt toldskriver i Kristiania från 1885. Helliesen var en duglig departementschef, vars bana bröts av riksrättsdomen över Selmers regering 1884.